# Польсько-російські відносини
По́льсько-росі́йські відно́сини (пол. Stosunki polsko-rosyjskie; рос. Российско-польские отношения) — міжнародні відносини Польщі і Росії. Їхня історія сягає у глиб XIV ст., коли поляки зіткнулися із Московією, колишнім Ординським улусом, ворогом союзної їм Литви. Відносини обох держав були, переважно, антагоністичними. Протягом XV—XVII ст. Москва поступово захопила Сіверщину, Смоленщину, Білу Русь, Наддніпрянщину та інші землі, які за спадковим правом належали Литовській Русі. У XVIII ст. Російська імперія стала одним із організаторів ліквідації Польсько-Литовської держави та ініціатором поділу польських етнічних земель. У ХІХ ст. росіяни жорстоко придушили великі польські повстання 1830–1831 і 1863 років, метою яких було відновлення польської державності. Після виборення поляками незалежності в 1918 році більшовицька Росія намалася знищити молоду Польську республіку, але зазнала поразки. Втім 1939 року СРСР в союзі із нацистською Німеччиною напав на Польщу, розпочавши Другу світову війну, й приєднав її східні землі населені українцями і білорусами. 1945 року радянські війська окупували польські етнічні землі, де створили маріонеткову Польську народну республіку. 1989 року поляки скинули комуністичну диктатуру, відновивши демократичну Польщу, й сприяли розвалу СРСР. Певний час стосунки між Польщею і Росією були нейтральними, проте 2010 року, під виглядом авіакатастрофи, росіяни ліквідували провідних польських урядовців під Смоленськом. Внаслідок російської агресії в Україні (2014) Польща разом із країнами Заходу підтримала українців й приєдналася до санкцій проти Росії.

## Історія

### Ранній модерн
- 1512—1522: Польща допомогла Литві у війні з Москвою. Московити захопили Смоленськ.
- 1534—1537: Польща допомогла Литві у війні з Москвою. Литовці повернули собі Гомель.
- 1558—1583: Лівонська війна. Польсько-Литовська держава (Річ Посполита) спинила московську агресію в Лівонії, приєднавши до себе Курляндію і Південну Лівонію.
- 1609—1618: польсько-московська війна за Московську спадщину. Закінчилася Деулінським перемир'ям. Річ Посполита отримала Чернігівську (Чернігів та Новгород-Сіверський) і Смоленську землі (Смоленськ, Трубчевськ, Рославль).
- 1632—1634: Смоленська війна. Закінчилася Поляновським миром. Московія відмовлялася від усіх зайнятих у ході війни руських земель.
- 1654—1667: московсько-польська війна, спричинена козацьким повстанням Хмельницького. Закінчилася Андрусівським перемир'ям, за яким Московія отримала Смоленщину, Сіверщину, Лівобережну Україну, Київ і Запоріжжя.
- 6 травня 1686: Річ Посполита і Московія уклали Вічний мир на основі Андрусівського перемир'я.
- 1700—1721: Велика Північна війна
- 1701—1704: Річ Посполита виступила союзником Московії (Росії) у війні проти Швеції.
- 1704—1709: розкол польських еліт; Варшавська конфедерація підтримала Швецію, а Сандомирська конфедерація — Москву.
- 1709—1719: після Полтавської битви Річ Посполита знову підтримувала Московію, посприявши її посиленню в регіоні.
- 1733—1735: війна за польську спадщину — внутрішній конфлікт у Речі Посполитій. Росія збройно посадила на польський трон саксонського курфюрства Августа III; це відбулося всупереч волевиявленню поляків, які бажали бачити королем Станіслава Лещинського.
- 1764: Росія посадила на польський трон свого чергового протеже: Станіслава-Августа Понятовського.
- 1768—1772: Барська конфедерація підняла повстання проти Понятовського і російських агентів у Речі Посполитій. Росіяни жорстоко придушили повстання й посилили свою присутність у Варшаві.

### Поділи Речі Посполитої
- 1772—1795: поділи Речі Посполитої
- 1772: перший поділ Речі Посполитої між Росією, Пруссією і Австрією.
- 1792: польсько-російська війна.
- 1793: другий поділ Речі Посполитої між Росією і Пруссією.
- 1794: польське народне повстання під проводом Костюшка проти Росії та Пруссії.
- 1795: третій поділ Речі Посполитої між Росією, Пруссією і Австрією. Польська держава припинила існування.

#### Російські посли в Польщі
- 1769—1771: Михаїл Микитович Волконський
- 1771—1772: Каспар фон Зальдерн
- 1772—1790: Отто-Магнус фон Штакельберг

### Друга світова війна

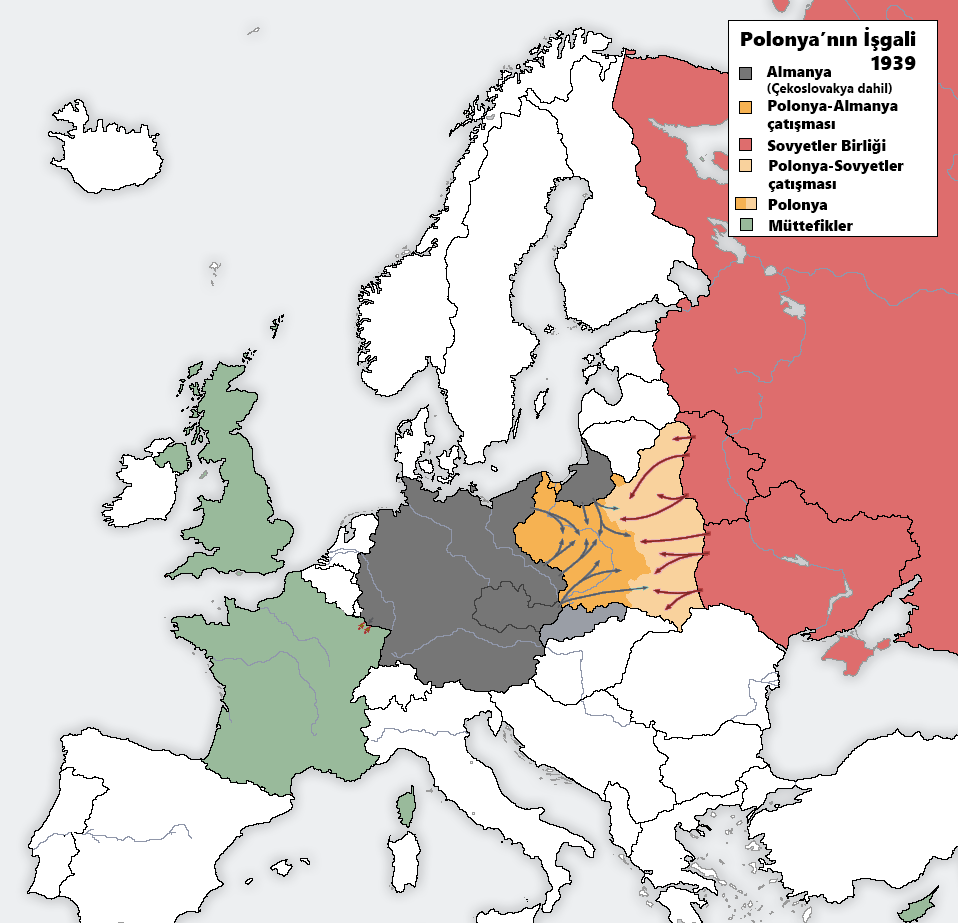
Поділ Польщі силами СРСР і Німеччини (1939)

- 19 лютого 1939 у Москві підписано торговий договір між Радянським Союзом і Польською республікою, угоду про товарооборот і угоду про кліринг[1].
- 1 червня 1939 польський Сенат ратифікував Радянсько-Польський торговий договір, а президія ВР СРСР ратифікувала торговий договір[2][3].
- 23 серпня 1939: СРСР і Німеччина підписали договір про ненапад і поділ Польщі (пакт Молотова-Рібентропа).
- 17 вересня 1939: СРСР вдерся до Польщі. Радянські війська окупували Східну Польщу (Західну Україну і Західну Білорусь).
- 28 вересня 1939: СРСР і Німеччина поділили Польщу, уклавши угоду про новий кордон. Польський уряд опинився у вигнанні.
- 2 листопада 1939: Верховна Рада СРСР постановила анексувати Західну Україну.
- 2 листопада 1939: Верховна Рада СРСР постановила анексувати Західну Білорусь.
- 30 липня 1941: внаслідок початку радянсько-німецької війни СРСР відновив відносини із Польським урядом у вигнанні.
- 22 липня 1944: радянська агентура (Польський комітет національного визволення) проголошує створення маріонеткової Польської Народної Республіки (ПКНВ) на польських землях, визволених від німців.
- 31 грудня 1944: за указом Сталіна ПКНВ перетворено на тимчасовий уряд Польської Народної Республіки.

### Холодна війна
У квітні 1945 року СРСР і Польська Народна Республіка підписали договір про кордон, дружбу і співпрацю. Впродовж квітня-липня 1947 року уряд Польщі за сприяння СРСР провів операцію «Вісла», в ході якої було депортовано 140 тисяч українців з Лемківщини, Надсяння, Підляшшя і Холмщини, що опинилися у складі Польської Народної Республіки.
У вересні 1980 року в Польщі утворилася незалежна професійна спілка робітників «Солідарність» (NSZZ Solidarność), що згодом переросла в широкий суспільно-політичний рух і зробила значний внесок у боротьбу польського народу з комуністичним режимом. 1989 року підконтрольний СРСР комуністичний режим у Польщі припинив своє існування.

## Польсько-російські відносини у наш час
У 1999 році Польща стала членом НАТО. Впродовж 2000-х РФ намагалася втручатися у оборонну політику Польщі, особливо гостро реагуючи на розгортання протиракетного озброєння.
10 квітня 2010 року сталася катастрофа Ту-154 в Смоленську, у якій загинув президент Польщі Лех Качинський, низка високопосадовців країни, громадських діячів та представників духовенства — всього 96 осіб (включно з 7 членами екіпажу). У 2022 році комісія встановила наявність вибухівки на багатьох елементах Ту-154М, включаючи тротил і високоенергетичні матеріали, що використовуються в термобаричній зброї. За даними слідства, вибух міг відбутися в лівому крилі літака. Одночасно у комісії переконані, що за цим втручанням стоїть саме РФ.

### Під час російського вторгнення
Від початку повномасштабного вторгнення Польща надає Україні військову та іншу допомогу, при обох урядах мала чітку антиросійську позицію. Окрім допомозі України Польща значно збільшила військові видатки, особливо на закупівлю нового озброєння.
У 2023 році було повідомлено про затримання великої кількості членів шпигунської мережі, які працювали на російську розвідку. 14 липня того ж року закрилося консульське агентство Польщі у Смоленську, це стало відповіддю на «недружні антиросійські дії Варшави, зокрема вилучення на користь держави будівлі, в якій розміщується середня школа при російському посольстві».
28 березня 2024 року речник міністра-координатора спеціальних служб Яцек Добжинський повідомив що спецслужби кількох країн ЄС, зокрема, Польщі та Чехії, викрили шпигунську мережу, фінансовану Кремлем, завданням російської агентури було популяризувати політику Росії в Європі та шкодити країнам і структурам ЄС передусім через поширення дезінформації, в тому числі щодо війни Росії проти України, ціллю було, зокрема, дискредитувати Україну.

#### Діяльність проросійських сил у Польщі
Починаючи з листопада 2023 польські перевізники та фермери почали влаштовувати блокування кордону з Україною, вимагаючи у влади скасувати угоду між ЄС і Україною про лібералізацію транспортних перевезень. У квітні 2024 року видання The Economist написало, що польські журналісти провели розслідування, яке показало, що один із протестувальників був пов'язаний із російським посольством у Варшаві.
Ряд партій, рухів та організацій підтримував дії Росії та поширював російську пропаганду:
Konfederacja Wolność i Niepodległość (Конфедерація свободи й незалежності) — права і євроскептична коаліція польських політичних сил. Члени та лідери цієї коаліції неодноразово поширювали тези російської пропаганди, піддавали сумніву суверенітет України та поширювали російське колоніальне бачення української історії. 3 листопада 2023 року Кшиштоф Босак та Рафал Меклер на прес-конференції у Сеймі заявили, що коаліція «Конфедерація свободи й незалежності» підтримує акцію з блокування перевізниками кордону з Україною.
Лешек Сикульський — політолог, професор, з кінця лютого 2022 року організатор кампанії «Це не наша війна» (To nie nasza wojna), спрямована вона на те, щоб відбити у поляків бажання допомагати Україні. Восени 2022 року під час виступу в Познані він стверджував, що США мали намір втягнути Польщу — за допомогою прихильного до Америки уряду ПіС — до активної участі у війні з Росією і переконував, що Росія хоче жити в мирі.
Януш Корвін-Мікке — польський право-радикальний політик. Помічений у підтримці Росії починаючи з 2010-х років. робив заяви про підтримку російської анексії Криму, відвідував анексований півострів, а також робив заяви, що відбілюють російську історію та дії. Виступав на російському телебаченні як польський політик, який виступає проти нібито польської «русофобії». Після вторгнення Росії в Україну у 2022 році часто виступав з проросійськими заявами, заперечуючи відповідальність Росії за різанину в Бучі, стверджуючи, що українці вбивали колабораціоністів воєнного часу, критикував введення санкцій проти Росії через негативні економічні наслідки санкцій, особливо щодо газового конфлікту. Також виправдовував політику диктатури Олександра Лукашенка та Башара Асада.
Polski Ruch Antywojenny (Польський антивоєнний рух) — створений на початку лютого 2023 року, основними гаслами якого є «зупинити американізацію та українізацію Польщі», а також підтримка кампанії «це не наша війна!». Під прикриттям «пацифістських» гасел представники руху відтворюють проросійський наратив у польському інформаційному просторі.

### Монографії
- Zięba, R. Główne kierunki polityki zagranicznej Polski po zimnej wojnie. Warszawa, 2010.
- Janowski, K. Polska polityka zagraniczna w 1989 r.; 10 lat później, Łódź 2010, ISBN 978-83-88504-05-1.